# Friedrich Neumann (Politiker)
Johann Friedrich Christian Neumann (* 25. April 1744 in Arolsen; † 13. August 1825 ebenda) war ein deutscher Schlossermeister, Bürgermeister und Politiker.

## Leben
Neumann war der Sohn des Schlossermeisters und Bürgermeisters Johann Jeremias Neumann (* 25. Februar 1707 in Mengeringhausen; † 15. Januar 1773 in Arolsen) und dessen Ehefrau Anna Elisabeth Götte (* 11. September 1711 in Helsen; † 6. Oktober 1784 in Arolsen). Er war evangelisch und heiratete am 3. November 1773 in Arolsen Catharina Louise Fresenius (* 14. Juli 1752 in Zierenberg; † 11. März 1830 in Arolsen), die Tochter des Apothekers in Zierenberg Ludwig Georg Fresenius und der Anna Catharina Salzmann.
Neumann lebte als Schlossermeister in Arolsen, unter anderem wurde die Wetterfahne auf dem Turm der Arolser Kirche von ihm hergestellt. Im Jahr 1770 wurde er Ratsverwandter in Arolsen. In den Jahren 1775 bis 1777, 1785 bis 1790, 1794 bis 1796, 1799, 1806, 1814 und von 1818 bis 1819 amtierte er Bürgermeister der Stadt Arolsen. Im Jahr 1816 wurde er gemäß der Landständischen Verfassungsurkunde für das Fürstentum Waldeck zum Repräsentanten der Stadt Arolsen in den Landständen des Fürstentums Waldeck gewählt. 1824 war er angeblich „so alt und geistesschwach, daß er als Stadtfreund nicht mehr fungieren“ könne, und wurde deshalb Februar 1824 als Repräsentant entlassen.